# الغياضات (المكلا)

تعديل مصدري - تعديل

الغياضات هي إحدى قرى عزلة المكلا بمديرية المكلا التابعة لمحافظة حضرموت، بلغ تعداد سكانها 64 نسمة حسب تعداد اليمن لعام 2004.